# ポール (ベーカリー)
ポール（PAUL）は、フランスのベーカリー・カフェチェーン。1889年にノール県クロワでシャルルマーニュ・メイヨ（Charlemagne Mayot）によって創業された。フランス式のパン、クレープ、サンドウィッチ、マカロン、スープ、ケーキ、ペイストリー、コーヒー、ワイン、そしてビールなどを販売している。
PAULはグループ・オルデ（Groupe Holder）に属する。同グループはフランスの高級ベーカリーであるラデュレも傘下に抱えている。
PAULベーカリー株式会社（Boulangeries Paul SAS）の本部はグレーター・リールのマルク＝アン＝バルールにあり、47か国に展開している。

## 社史
ジュリアン・オルデ（Julien Holder）は創業者の孫娘であるスザンヌ（Suzanne）と結婚し、1935年に彼らはリールに店舗を構えた。夫婦と息子のフランシス（Francis Holder）はポール一家が所有していた、よりよく知られたベーカリー・菓子店を引き継ぎ、「PAUL」の名を引き継いだ。
1958年にジュリアンが逝去すると息子が事業を引き継いだ。彼は母の助けも借りながら事業を拡大し、1965年にリールに百貨店ヌーベル・ガレリー（Nouvelles Galeries）が進出すると、すぐにパンの納入を申し出た。「ムーラン・ブルー」（Moulin Bleu）の名のもとで、フランスの大手小売チェーンであるアシャン（Auchan）やモノプリー（Monoprix）にもランブルサールのベーカリーからパンを納入するようになった。そして1970年までにはリール郊外のラ・マドレーヌにある廃工場を買収して巨大なパン工場とした。
1972年にはリールの本店に薪窯を設置したところ人気があることがわかった。そのころポールの店舗はパリ・やその他の大都市にも拡大していたが、薪窯は基本的なレイアウトとして取り入れられた。1993年には店舗の装いが現在の黒を基調としたものに変更されたが、それ以外はレイアウトや店づくりの美学は創業当時から変わっていない。

## 展開
以下の都市に展開している。
| Year | Location                                                     |
| ---- | ------------------------------------------------------------ |
| 1985 | バルセロナ, スペイン (2014閉店)                              |
| 1990 | 日本                                                         |
| 2000 | 英国                                                         |
| 2006 | ベイルート、パームビーチガーデン、マイアミ (2010閉店)        |
| 2007 | 上海                                                         |
| 2008 | ルーマニア、台湾                                             |
| 2009 | ソウル (2013閉店)                                            |
| 2010 | チェコ                                                       |
| 2012 | エジプト、シンガポール、ロシア連邦、サウジアラビア、レバノン |
| 2013 | フィリピン、コートジボワール                                 |
| 2014 | タイ, アゼルバイジャン, ウクライナ                           |
| 2015 | ポーランド、ジャカルタ                                       |
| 2016 | ベルギー、クアラルンプール、グルジア                         |
| 2017 | チュニジア、ガボン、ベラルーシ、パナマ、ヨハネスブルグ       |
| 2019 | インド                                                       |
| 2021 | パキスタン、カナダ                                           |

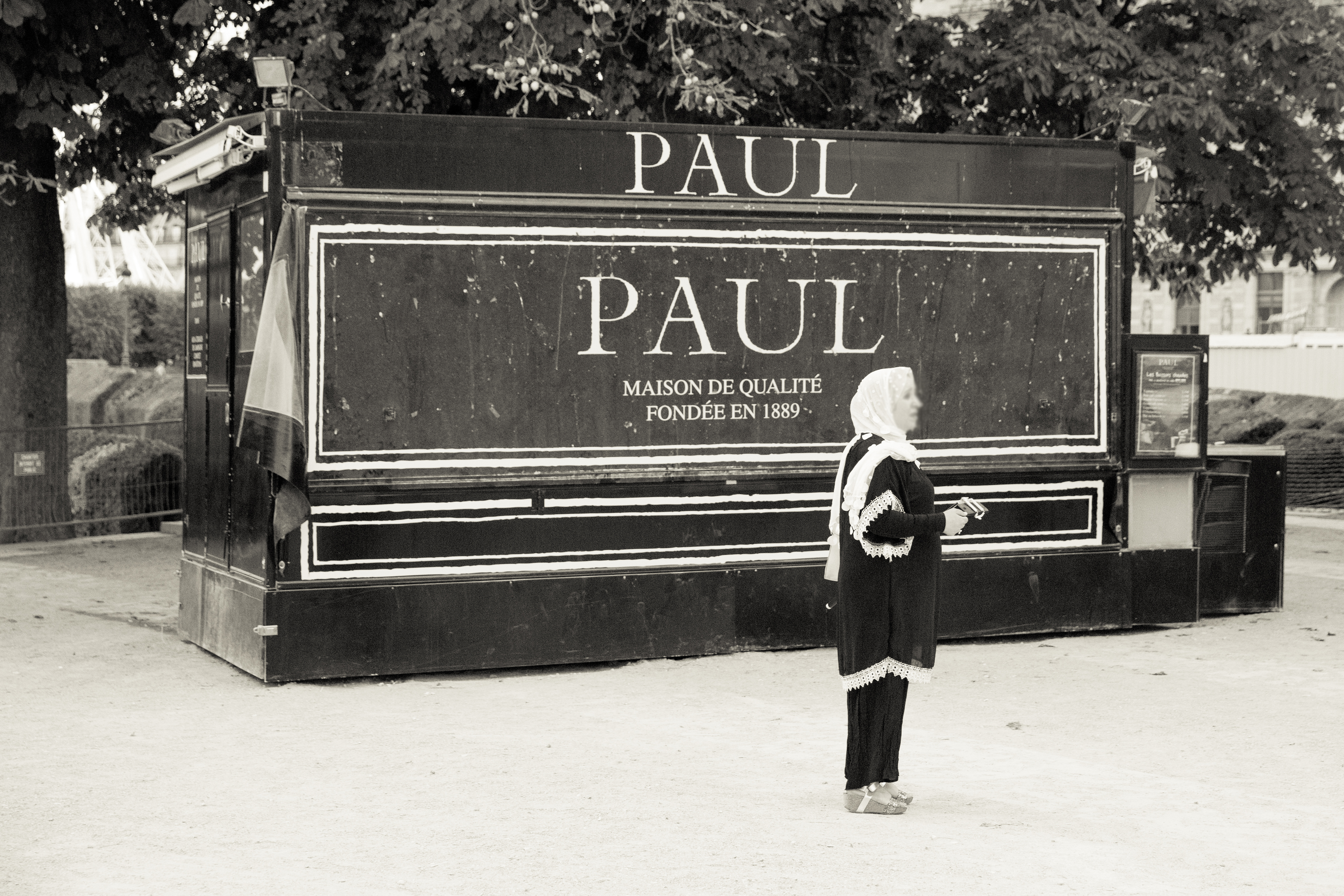
Paul at the Louvre museum, Paris.

2011年8月現在、436以上の系列ベーカリー・カフェレストラン（そのうち326がフランス国内、127がその他27か国）がフランス、スペイン、オマーン、アゼルバイジャン、ベルギー、イギリス、カタール、チェコ、南アフリカ、ルーマニア、トルコ、ギリシャ、ルーマニア、モロッコ、レバノン、チュニジア、サウジアラビア、クウェート、アラブ首長国連合、タイ、バーレーン、日本、台湾、ヨルダン、エジプト、インド、ウクライナ、アメリカ合衆国、マレーシア、コートジボワール、そしてチリに存在する。
2015年9月現在、カザフスタンのアルマトイの中心部とシンブラク・スキー・リゾート（Shymbulak Ski Resort）の両方にもいくつかのベーカリーを持った。
2019年からウズベキスタンのタシケントにも出店している。 2021年3月にはパキスタン最初の店舗がカラチにオープンした。2021年5月にはバンクーバーにカナダ最初の店舗を開設した。

## メニュー
PAULの製品にはペイストリー、ケーキ、クロワッサン、サンドウィッチ、スープ、キッシュ、タルト、クレープ、卵、そして140種類以上のパンがある。そのほか紅茶、ワイン、ビール、ミネラルウォーター、ソフトドリンク、コーヒードリンクも扱っている。